# Liste der Bürgermeister von Rees
Die Liste der Bürgermeister von Rees nennt die Bürgermeister der Stadt Rees.

## Liste derReeserBürgermeister

### Vor 1808
- 1788: Johann Gottfried von Manger[1]
- 1806/07: J.E. Überhorst

### 1808 bis 1968

#### Stadt Rees (1808–1968)
- 1924–1933: Bernhard Greis (1884–1970)
- Karl Stockhorst (1892–1968), Stadtvertreter und stellvertretender Bürgermeister
- 1964: Johann Meisters (1896–1971), 15. Oktober 1964 wiedergewählt; Stellvertreter: Helmut Roers

#### Amt Rees-Land(1808–1968)
- 1931 Bürgermeister Frey

##### GemeindeEsserden(1808–1968)
- 15. November 1968: Wilhelm Aldenhoff, Esserden, wird neuer Amtsbürgermeister

##### GemeindeReesereyland(1808–1968)
- Erich van Straaten (gest. 30. April 1971)

##### GemeindeReeserward(1808–1968)
- Eduard Lensing (1920–2004)

##### GemeindeSpeldrop(1808–1968)
- 26. September 1968: Amts- und Gemeindebürgermeister Norbert Köster, Speldrop, gestorben
- 7. November 1968: Karl Schweers, Speldrop, wird zum Gemeindebürgermeister gewählt; Stellvertreter: Heinrich Rütter

### 1968 bis 1974
- Kommunale Neuordnung im Landkreis Rees (1968/69)

Am 28. April 1968 wird die Eingliederung folgender seit dem Jahr 1808 (französische Neugliederung) bestehenden Gemeinden des Amtes Rees-Land in die Stadt Rees beschlossen:
Bergswick, Esserden, Reesereyland, Reeserward, Speldrop
- 1969–1973: Josef Tasch (Realschuldirektor), 1. Stellvertreter: Bernhard Keuken, 2. Stellvertreter: Albert Eyting

### 1975 bis heute
- 1975–1982: Josef Tasch
- 1982–1999: Wilhelm Buckermann (1934–2004)
- 1999–2009: Bruno Ketteler
- 2009–2022: Christoph Gerwers (* 1963)
- 2022–2023: Andreas Mai (1. Beigeordneter für die Verwaltung), Bodo Wißen (1. stellv. Bürgermeister)
- seit 2023: Sebastian Hense

## Liste der Bürgermeister vonMillingenundEmpel

### Amt Millingen(1921–1974)
- Gemeinde Millingen (ab 1975 zu Rees)
- Gemeinde Hurl (bis 1963) / (ab 1963) Empel (ab 1975 zu Rees)
- Gemeinde Heelden (ab 1975 zu Isselburg) und
- Gemeinde Vehlingen (ab 1975 zu Isselburg)

#### Liste der Bürgermeister der Gemeinde Millingen (Amt Millingen, 1921-74)
- 1921 Ehrenbürgermeister Opdemon
- (1935 Zwangsweise Zusammenlegung des Amtes Millingen mit den Ämtern Vrasselt und Rees-Land)
- (1939 Millingen hat 3203 Einwohner)
- (1963: Einwohnerzahl 3782.)
- (Einwohnerzahl 1970: 4.144 Personen mit Gemeinde Millingen, Gemeinde Empel, Gemeinde Heelden)

#### Liste der Bürgermeister der Gemeinde Empel (Amt Millingen, 1921-74)
- 1963 Peter Scholten; gest. 6. Januar 1963
- 1963 Alfons Schepers; Ortsbürgermeister ab 1. März 1963
- (15. Juli 1963: Änderung des Ortsnamens Hurl in Empel.)
- 1968 Lambert Bünck

## Liste der Bürgermeister vonHaldern(Bürgermeisterei / Amt Haldern)
* 1808 Gründung der Bürgermeisterei Haldern 
Bürgermeisteramt in Schloss Bellinghoven
- 1815–1822 Johann Gottfried von Manger, Schloss Bellinghoven
- 1822 Herr von Ising, Schloss Bellinghoven

Bürgermeisteramt in Haldern
- 1823 Herr Brockhoff, Haldern
- 1824–1858 Johann Theodor Fuchs
- (1840 Volkszählung, Bürgermeisterei Haldern zählt 5.564 Personen)
- 1858–1875 Aloys Reygers
- 1875 Herr Schmitz
- 1876–1889 Herr Opderbeck

Bürgermeisteramt Haldern in Groin bei Rees
- 1889–1900 Ehrenbürgermeister Hollands, Sitz in Groin; „Hollandsweg“
- Heinrich Oostendorp, Heeren (1. Beigeordneter, Verwaltung Bürgermeisterei Groin)

Bürgermeisteramt in Haldern
- 1901 Hugo Oostendorp (Ehrenbürgermeister)

* 1908 Hundertjähriges Bestehen der Bürgermeisterei Haldern
* (1910 Volkszählung, Bürgermeisterei Haldern zählt 6.892 Personen)
- Carl Pietsch (1876–1957)

* (1957 Volkszählung, Bürgermeisteramt Haldern zählt 8.643 Personen)
* (1963 Volkszählung, Bürgermeisteramt Haldern zählt 9.280 Personen)
- (1957–1967), Theodor Baumann, Bürgermeister der Gemeinde Haffen-Mehr
- 1968 Fritz Stockmann (1898–1969), Bürgermeister von Haffen Mehr
- 1969 Wilhelm Oploh (Amt Haldern)
- 1970 Wilhelm Schlütter

* 1971 Einwohnerzahlen: 10.755 (Haldern: 4.039, Haffen-Mehr: 4.708, Wertherbruch: 1.091, Loikum: 600, Heeren-Herken: 151, Groin: 166)
- 1974 Wilhelm Buckermann

## Liste der Bürgermeister imAmt Vrasselt
Im Folgenden werden nur die Amtsbürgermeister, die Bürgermeister der späteren Reeser Ortsteile aufgelistet. Es fehlen die Gemeindebürgermeister der Ortsteile Vrasselt, Praest und Dornick, die später in die Stadt Emmerich eingemeindet werden.
- Gemeinde Dornick (zu Emmerich)
- Gemeinde Bienen (zu Rees)
- Gemeinde Praest (zu Emmerich)
- Gemeinde Vrasselt (zu Emmerich)
- Gemeinde Grietherbusch (zu Rees)
- Gemeinde Grietherort (bis 1958: zu Grieth; 1958–1969: Gemeinde des Amtes Vrasselt; ab 1969: zu Rees)

### Liste der Amtsbürgermeister
- 1961–1969 Amtsbürgermeister Willy Meyer

### Liste der Bürgermeister der GemeindeBienen
- 1969 Paul Köster (Landwirt); Theodor Lueb (Landwirt, Stellvertreter), 1952[3]

### Liste der Bürgermeister der GemeindeGrietherbusch
- 1952 Franz Michaelis (Landwirt); Wilhelm Baumann (Landwirt, Stellvertreter)
- 1969 Heveling

### Liste der Bürgermeister der GemeindeGrietherort(ab 1958 Gemeinde)
- bis 1958 zu Grieth (Kreis Kleve)
- (1958: 71 Personen, davon 31 wahlberechtigt)
- ab 1958 eigenständige Gemeinde, (zum Amt Vrasselt, Kreis Rees)
- 1958–1969 Franz Naß (Bauer, Gastwirt)